# Oldenico
Oldenico är en ort och kommun i provinsen Vercelli i regionen Piemonte, Italien. Kommunen hade 219 invånare (2018).